# Ceratogaulus
Ceratogaulus – wymarły rodzaj gryzonia z rodziny Mylagaulidae. Zamieszkiwał Wielkie Równiny Ameryki Północnej 15,97 do 5,332 mln lat temu. Jest jedynym znanym rodzajem gryzoni z rogami i najmniejszym znanym rodzajem rogatego ssaka.

## Historia odkrycia

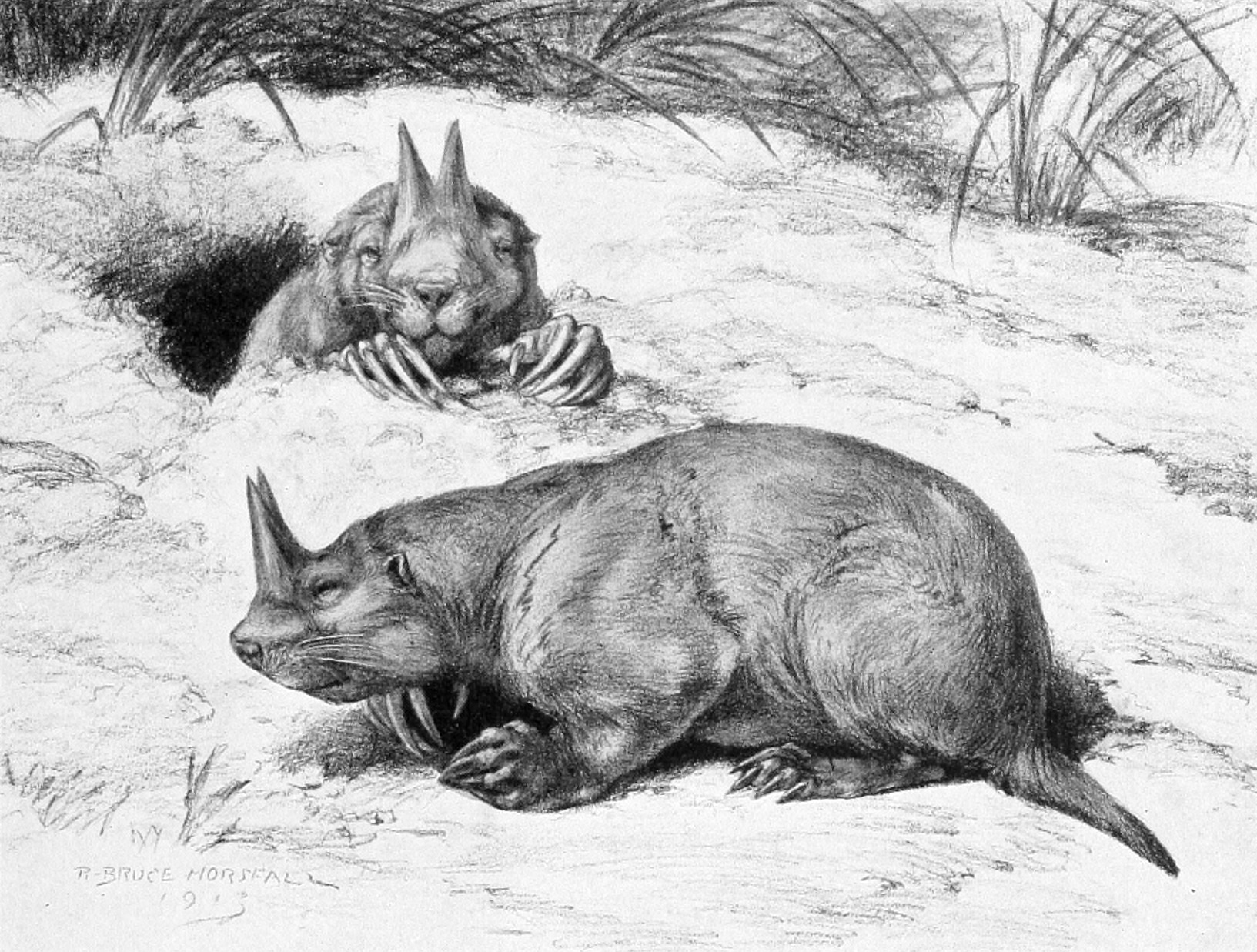
Ceratogaulus hatcheri na rycinie z 1913

W 1902 roku amerykański zoogeograf i paleontolog William Diller Matthew opublikował na łamach „Bulletin American Museum of Natural History” artykuł opisujący nowy rodzaj i gatunek wymarłych gryzoni, które zamieszkiwały Wielkie Równiny Ameryki Północnej od 15,97 do 5,33 mln lat p.n.e. Holotyp został odkryty w 1898 roku przez jednego z najsławniejszych paleontologów XX wieku, Amerykanina Barnuma Browna, w Loup Fork (Pawnee Creek) w Kolorado, podczas ekspedycji paleontologicznej zorganizowanej przez Amerykańskie Muzeum Historii Naturalnej z Nowego Jorku. Kompletna czaszka należała do przedstawiciela wymarłej rodziny Mylagaulidae, lecz naukowcy byli zaskoczeni faktem wyposażenia czaszki w niespotykane dotychczas u gryzoni wyrostki, o kształcie porównywanym z rogiem nosorożca. Matthew zaliczył nowy rodzaj gryzoni do wymarłej rodziny Mylagaulidae, której członkowie wiedli podziemny tryb życia.
W 1907 roku młody wówczas stażem paleontolog James Gidley opublikował opis odrębnego rodzaju kopalnych gryzoni (Epigaulus), których przedstawiciele byli wyposażeni w podobne przydatki czaszkowe. Rdzeń rogów tych zwierząt miał 32 mm wysokości, podstawa rogu szerokość 17 mm, przy długości czaszki 80 mm. Holotypem był niemal kompletny szkielet pochodzący ze zbiorów United States Geological Survey. Szkielet został odkryty w 1885 roku w okolicy Long Island w stanie Kansas przez paleontologa Johna B. Hatchera, który prowadził prace na zlecenie prof. Othniela C. Marsha. Ostatecznie opisane przez Gidleya gatunki zostały włączone do rodzaju Ceratogaulus. Dla paleontologów pozostała jednak niejasna funkcja rogów tych zwierząt.

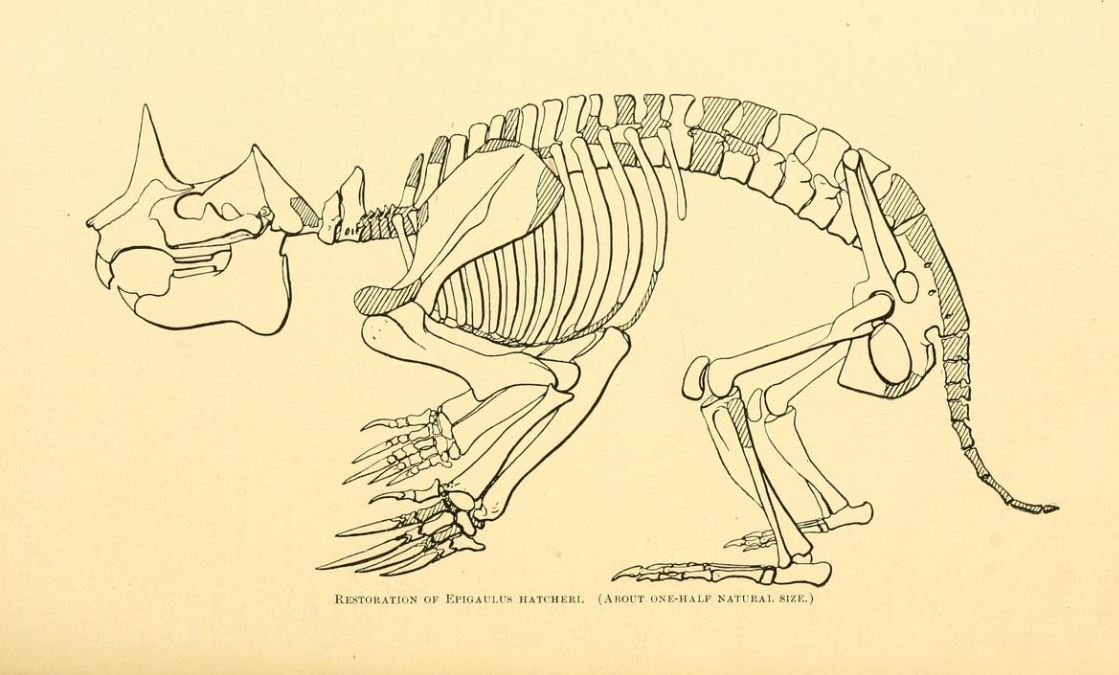
Szkielet Ceratogaulus hatcheri (Epigaulus hatcheri) w pracy Jamesa Gidleya, 1907

## Systematyka
Ceratogaulus, określany przez badaczy „rogatym susłem” północnoamerykańskiego miocenu, jest klasyfikowany w należącej do wiewiórkokształtnych rodzinie Mylagaulidae. 
Do rodzaju zaliczano cztery gatunki, których zachowane w skałach szczątki znajdywano wyłącznie na obszarze Wielkich Równin w stanie Nebraska i północno-wschodniej części Kolorado:
- Ceratogaulus rhinocerus,
- Ceratogaulus hatcheri (pierwotnie opisany jako Epigaulus hatcheri[2]),
- Ceratogaulus minor (pierwotnie opisany jako Epigaulus minor[2]),
- Ceratogaulus anecdotus.

W 2013 William W. Korth opisał na łamach „Annals of Carnegie Museum” kolejny, piąty gatunek Ceratogaulus – Ceratogaulus robustus, który różnił się od siostrzanych gatunków masywną budową zębów. Kopalne ślady gatunku zostały odkryte w formacji Tesuque, w Nowym Meksyku.

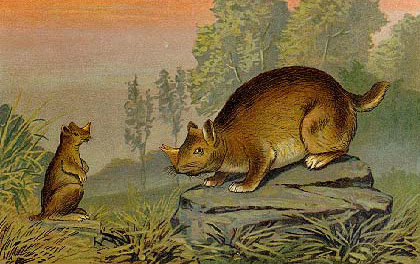
Ceratogaulus hatcheri na rycinie z początku XX w.

## Funkcja rogów
Zagadkowa funkcja rogów Ceratogaulus była analizowana przez paleontologów od pierwszego opisu tych zwierząt przez Williama Matthew w 1902 roku. Ich obecność zdaje się być niezgodna z podziemnym trybem życia w norach, które oferują ograniczoną przestrzeń. Naukowcy badający Ceratogaulus proponowali dwie hipotezy. Matthew był zwolennikiem teorii o używaniu ich do walk o podłożu seksualnym, zaś James Williams Gidley twierdził w roku 1907, że były one wykorzystywane do kopania. Hipotezę tę poparł między innymi William W. Korth w 2000 roku. W 1983 roku Craig Packer zwrócił uwagę, że samce ssaków używały rogów do obrony przed drapieżnikami.
Funkcja dużych, wystających na grzbiecie nosa rogów była przedmiotem długotrwałej spekulacji wśród paleontologów. Dopiero w 2005 roku Samantha Hopkins z University of Oregon opublikowała wyniki analizy ewolucyjnej i funkcjonalnej morfologii przydatków czaszkowych tych wymarłych zwierząt. W rezultacie swych prac doszła do wniosku, że rogi u Ceratogaulus były wykorzystywane do obrony przed drapieżnikami, a nie do kopania czy też walk między samcami tego gatunku. Zwróciła także uwagę, że rozmiary rogów zmuszały zwierzęta do spędzania większej ilości czasu na powierzchni ziemi.

## Występowanie
Kopalne ślady występowania Ceratogaulus odkrywano wyłącznie na terenie Wielkich Równin Ameryki Północnej (Kansas, Nebraska, Teksas i Nowy Meksyk) i datowano je na miocen.